# Höllen
Höllen is een plaats in de Duitse gemeente Titz, deelstaat Noordrijn-Westfalen, en telt 544 inwoners (2006).